# Justa Grata Honoria

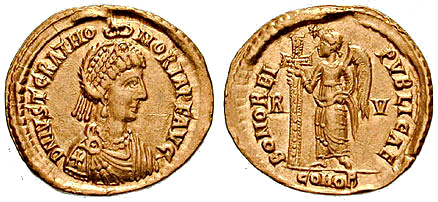
Honoria gekrönt als Augusta durch die Hand Gottes

Justa Grata Honoria (* 418; † 455 in Rom) war die Tochter des römischen Kaisers Constantius III. und der Galla Placidia und die Schwester des Kaisers Valentinian III.

## Leben
Justa Grata Honoria wurde bereits in früher Jugend mit der Würde einer Augusta bekleidet, vielleicht, damit sie durch ihren hohen Rang von einer Heirat abgehalten würde: Eine Verbindung mit ihr hätte nach damaliger Vorstellung gewisse Ansprüche auf das Kaisertum begründen können; dies wollte insbesondere der mächtige Heermeister Flavius Aëtius verhindern. Honoria gab sich aber dem Hofbeamten Eugenius hin und wurde deshalb vielleicht kurzzeitig in Konstantinopel in klösterlicher Abgeschiedenheit gehalten. Ihr Liebhaber wurde hingerichtet, und nach ihrer Rückkehr (?) nach Ravenna wurde sie 450 mit einem unbedeutenden Senator zwangsverheiratet, der keine Bedrohung für Valentinian III. oder Aëtius darstellte.
Offenbar riefen Honoria und ihre Anhänger in dieser Situation die Hunnen unter Attila zu Hilfe. Später wurde erzählt, sie habe dem Hunnen durch Übersenden eines Ringes ihre Hand angeboten. Dies bot den Anlass für den Krieg zwischen Westrom und den Hunnen 451/52, in dem Aëtius Attilas Angriffe letztlich abwehren konnte. Angeblich wurde Honoria lebenslang eingekerkert. Die Umstände ihres Todes sind unbekannt.